# Jeremy Sochan

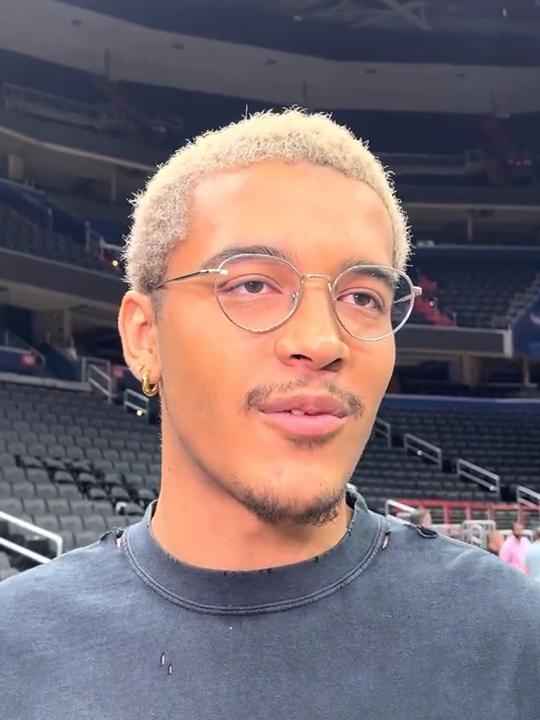
Jeremy Sochan, 2022.

Jeremy Juliusz Sochan, född 20 maj 2003 i Guymon, Oklahoma i USA, är en polsk-amerikansk professionell basketspelare (PF) som spelar för San Antonio Spurs i National Basketball Association (NBA).
Han draftades av San Antonio Spurs i första rundan i 2022 års draft som nionde spelare totalt.
Innan Sochan blev proffs studerade han vid Baylor University och spelade för universitetets idrottsförening Baylor Bears.